# Cheraw (Colorado)
Pour les articles homonymes, voir Cheraw.
Cheraw est une ville américaine située dans le comté d'Otero dans le Colorado.
Selon le recensement de 2010, Cheraw compte 252 habitants. La municipalité s'étend sur 0,46 milles carrés (1,19 km2).
Cheraw est nommée en référence à un lac situé au sud de la ville. Cheraw signifie « eaux étincelantes » dans une langue amérindienne.

## Démographie
| 1920 | 1930 | 1940 | 1950 | 1960 | 1970 |
| ---- | ---- | ---- | ---- | ---- | ---- |
| 186  | 293  | 184  | 174  | 173  | 129  |

| 1980 | 1990 | 2000 | 2010 | - | - |
| ---- | ---- | ---- | ---- | - | - |
| 233  | 265  | 211  | 252  | - | - |